# Haaniella dehaanii
Haaniella dehaanii (PSG: 126) is een insect uit de orde van de Phasmatodea (wandelende takken).
De dieren zijn afkomstig uit Borneo en planten zich geslachtelijk voort. Met haar legboor legt het vrouwtje de eitjes in de grond. Deze komen na 9 maanden tot een jaar uit. Na meer dan tien maanden zijn de nimfen volwassen. Volwassen mannetjes worden 7 cm groot, vrouwtjes ongeveer 10 cm.
Ze eten onder andere klimop en braambladeren. Eventueel kunnen enkele schuilmogelijkheden in het terrarium geplaatst worden.

## Galerij

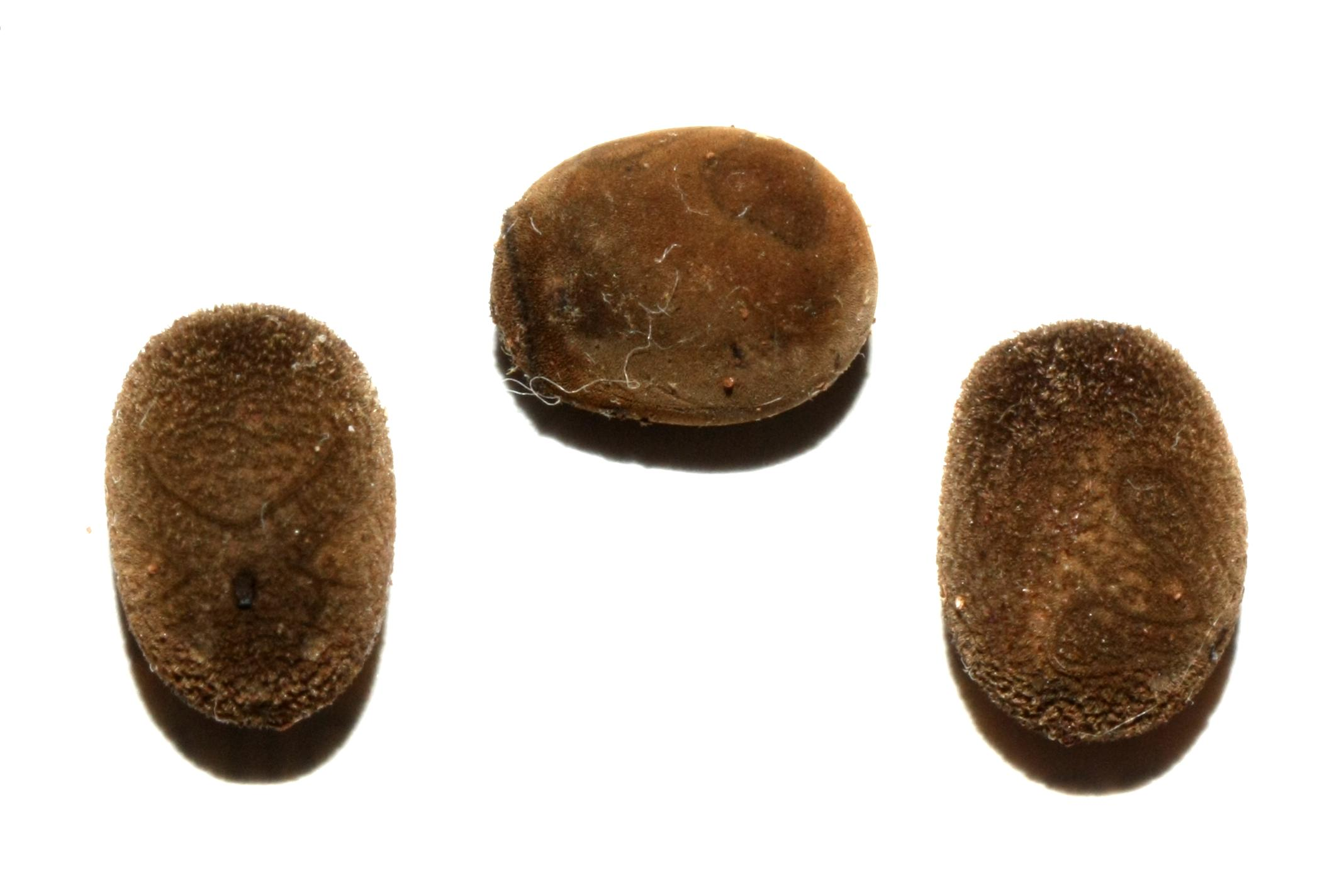
Eitjes
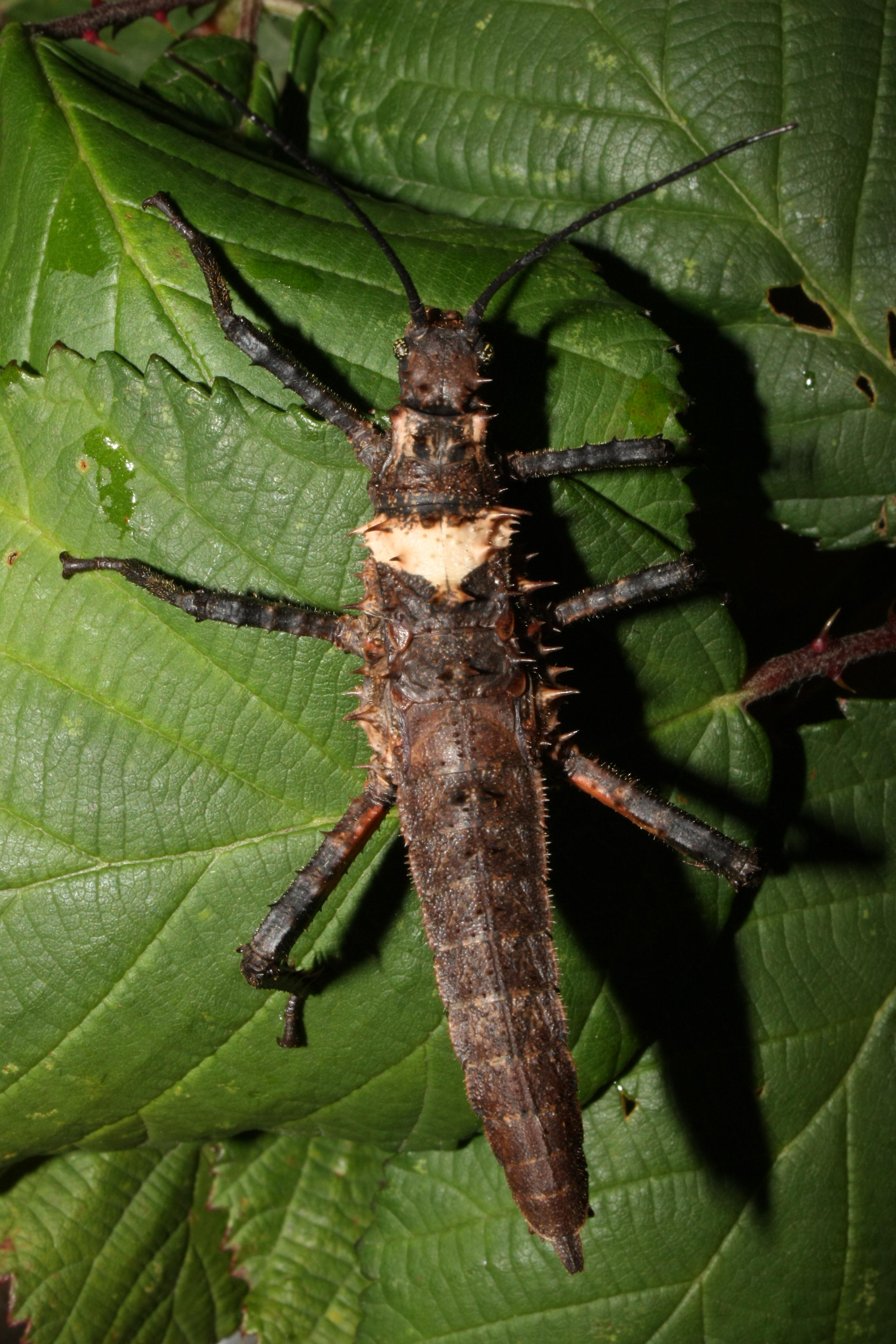
Vrouwelijke nimf
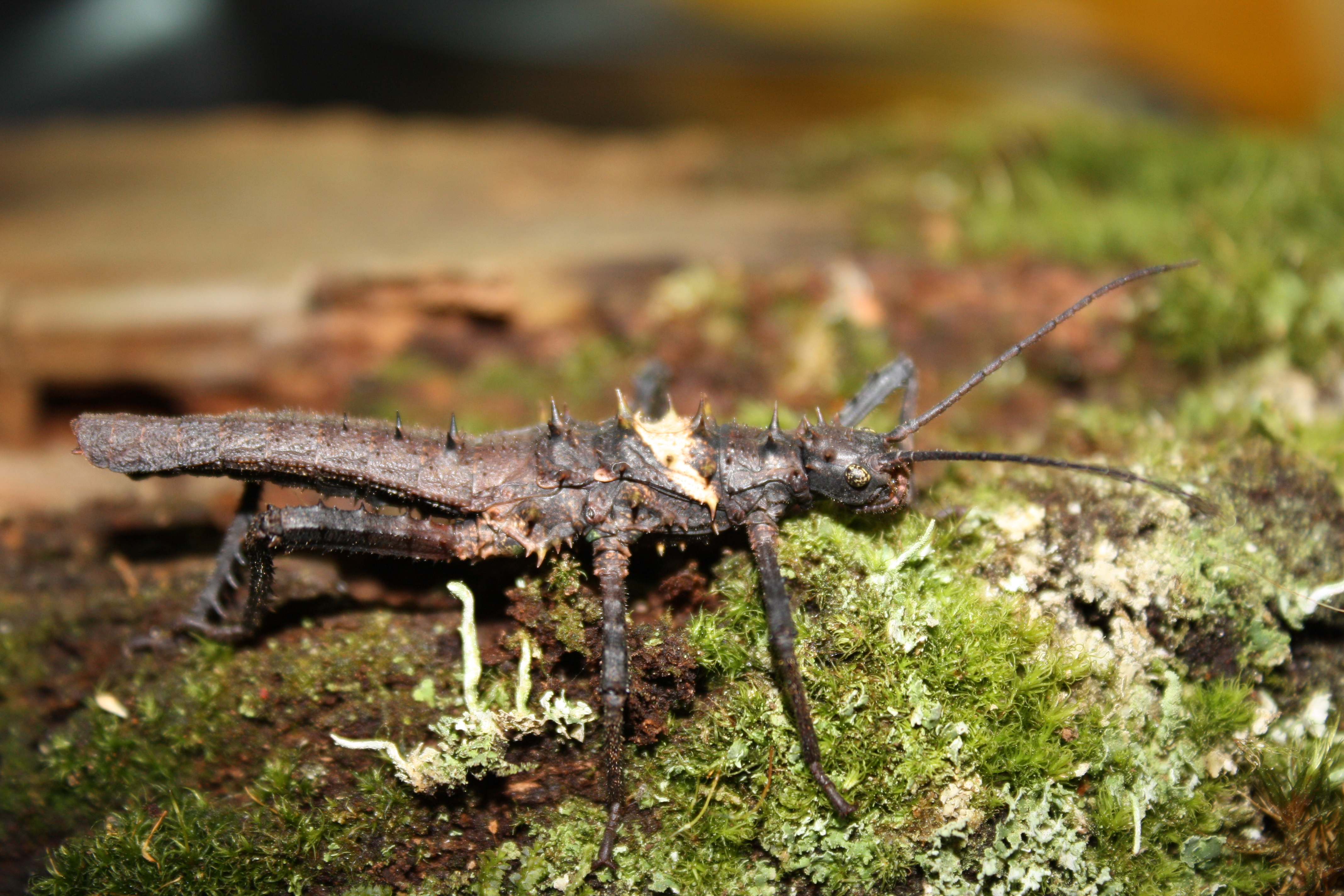
Mannelijke nimf
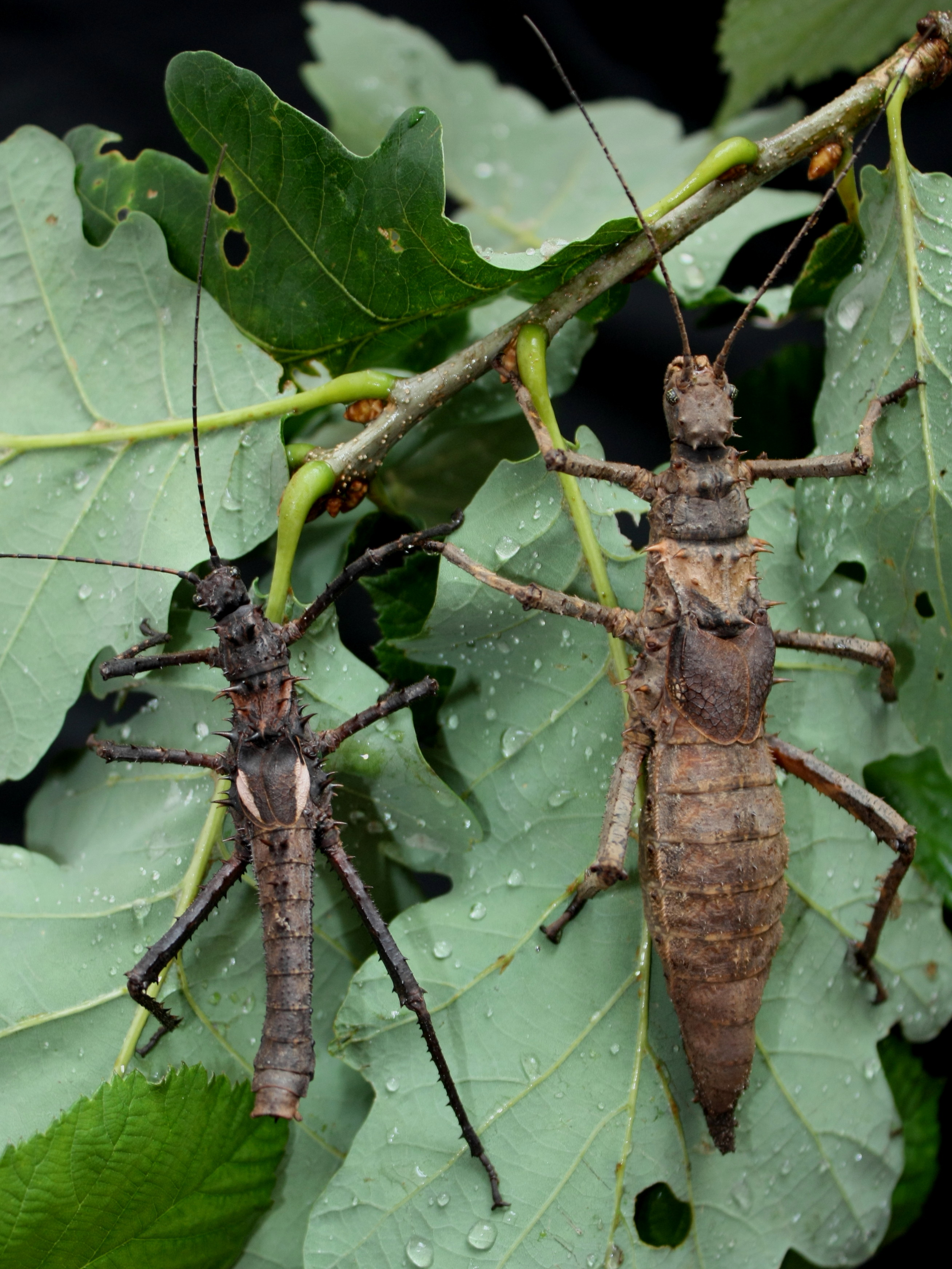
Koppel